# Temporada 1955-56 de los Syracuse Nationals
La temporada 1955-56 fue la séptima de los Syracuse Nationals en la NBA. La temporada regular acabó con 35 victorias y 37 derrotas, empatando por el tercer puesto de la división con los New York Knicks y clasificándose para los playoffs tras derrotar a estos en un partido de desempate. Cayeron en las finales de división ante los Philadelphia Warriors.

## Elecciones en elDraft
| Ronda | Puesto | Jugador      | Posición | Nacionalidad   | Universidad |
| ----- | ------ | ------------ | -------- | -------------- | ----------- |
| 1     | 5      | Ed Conlin    | Alero    | Estados Unidos | Fordham     |
| 2     | 14     | Don Schlundt | Pívot    | Estados Unidos | Indiana     |

## Temporada regular
| División Este           | División Este | División Este | División Este | División Este | División Este | División Este | División Este | División Este |
| Equipo                  | G             | P             | %             | PD            | Casa          | Fuera         | Neutral       | Div           |
| ----------------------- | ------------- | ------------- | ------------- | ------------- | ------------- | ------------- | ------------- | ------------- |
| x-Philadelphia Warriors | 45            | 27            | .625          | -             | 21-7          | 11-17         | 13-3          | 22-14         |
| x-Boston Celtics        | 39            | 33            | .542          | 6             | 20-7          | 12-15         | 7-11          | 18-18         |
| x-Syracuse Nationals    | 35            | 37            | .486          | 10            | 23-8          | 9–19          | 3-10          | 15-21         |
| New York Knicks         | 35            | 37            | .486          | 10            | 13-15         | 16-13         | 6-9           | 17-19         |

## Playoffs

### Semifinales de División
Boston Celtics vs. Syracuse Nationals
| Fecha       | Partido                                   | Ciudad   |
| ----------- | ----------------------------------------- | -------- |
| 17 de marzo | Boston Celtics 110, Syracuse Nationals 93 | Boston   |
| 19 de marzo | Syracuse Nationals 101, Boston Celtics 98 | Syracuse |
| 21 de marzo | Boston Celtics 97, Syracuse Nationals 102 | Boston   |
|             | Syracuse gana las series 2-1              |          |

### Finales de División
Philadelphia Warriors vs. Syracuse Nationals
| Fecha       | Partido                                           | Ciudad     |
| ----------- | ------------------------------------------------- | ---------- |
| 23 de marzo | Philadelphia Warriors 110, Syracuse Nationals 100 | Filadelfia |
| 25 de marzo | Syracuse Nationals 122, Philadelphia Warriors 118 | Syracuse   |
| 27 de marzo | Philadelphia Warriors 119, Syracuse Nationals 96  | Filadelfia |
| 28 de marzo | Syracuse Nationals 108, Philadelphia Warriors 104 | Syracuse   |
| 29 de marzo | Philadelphia Warriors 109, Syracuse Nationals 104 | Filadelfia |
|             | Philadelphia gana las series 3-2                  |            |

## Estadísticas
| Rk | Jugador        | Edad | P  | PT | MP   | TC  | TCI  | %TC  | 3P | 3PI | %3P | TL  | TLI | %TL  | RO | RD | RT   | AS  | RB | TAP | BP | FP  | PTS  |
| 1  | Dolph Schayes  | 27   | 72 |    | 35.0 | 6.5 | 16.7 | .387 |    |     |     | 7.5 | 8.8 | .858 |    |    | 12.4 | 2.8 |    |     |    | 3.5 | 20.4 |
| 2  | Red Kerr       | 23   | 72 |    | 29.4 | 5.2 | 13.0 | .403 |    |     |     | 2.9 | 4.4 | .655 |    |    | 8.4  | 1.2 |    |     |    | 2.3 | 13.3 |
| 3  | Paul Seymour   | 28   | 57 |    | 32.0 | 4.0 | 11.8 | .339 |    |     |     | 3.3 | 4.1 | .807 |    |    | 2.7  | 4.8 |    |     |    | 2.3 | 11.3 |
| 4  | George King    | 27   | 72 |    | 32.5 | 3.9 | 10.6 | .372 |    |     |     | 2.4 | 3.8 | .640 |    |    | 3.5  | 5.7 |    |     |    | 2.1 | 10.3 |
| 5  | Red Rocha      | 32   | 72 |    | 26.2 | 3.5 | 9.6  | .361 |    |     |     | 3.1 | 3.9 | .783 |    |    | 5.8  | 1.8 |    |     |    | 3.4 | 10.0 |
| 6  | Earl Lloyd     | 27   | 72 |    | 25.5 | 3.0 | 8.8  | .335 |    |     |     | 2.6 | 3.3 | .772 |    |    | 6.8  | 1.6 |    |     |    | 3.7 | 8.5  |
| 7  | Ed Conlin      | 22   | 66 |    | 21.6 | 3.2 | 8.7  | .368 |    |     |     | 1.8 | 2.7 | .680 |    |    | 4.9  | 2.2 |    |     |    | 1.8 | 8.2  |
| 8  | Billy Kenville | 25   | 72 |    | 17.8 | 2.4 | 6.2  | .379 |    |     |     | 2.7 | 3.6 | .759 |    |    | 3.0  | 2.2 |    |     |    | 1.8 | 7.4  |
| 9  | Dick Farley    | 23   | 72 |    | 19.8 | 2.3 | 6.3  | .373 |    |     |     | 2.0 | 2.9 | .691 |    |    | 2.3  | 2.1 |    |     |    | 2.1 | 6.7  |
| 10 | Jim Tucker     | 23   | 70 |    | 12.8 | 1.4 | 4.1  | .348 |    |     |     | 0.9 | 1.2 | .795 |    |    | 3.3  | 0.5 |    |     |    | 2.4 | 3.8  |

## Galardones y récords
| Jugador       | Galardón                    |
| Dolph Schayes | 2º Mejor quinteto de la NBA |